# Kleinseebach

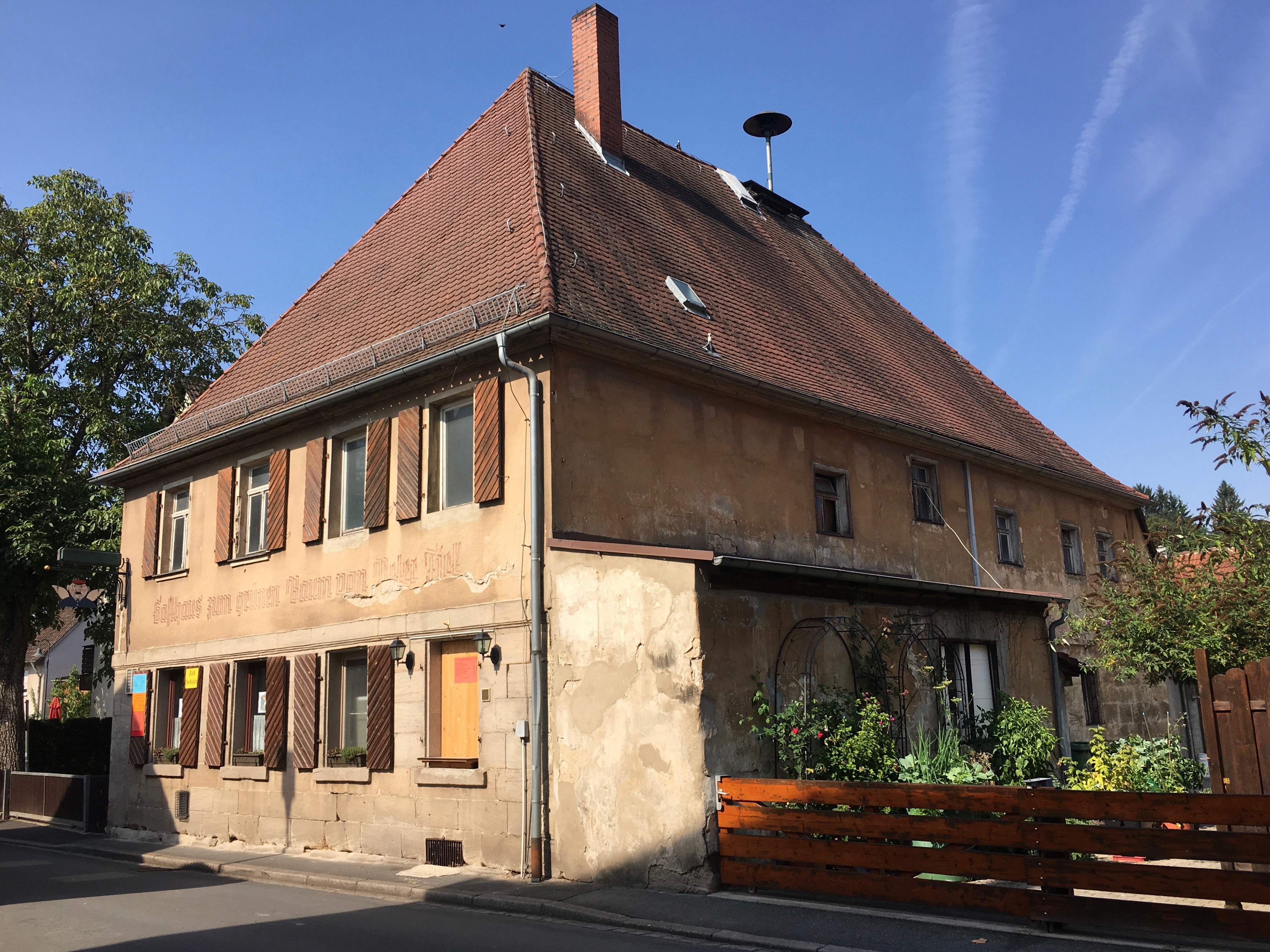
Gasthaus

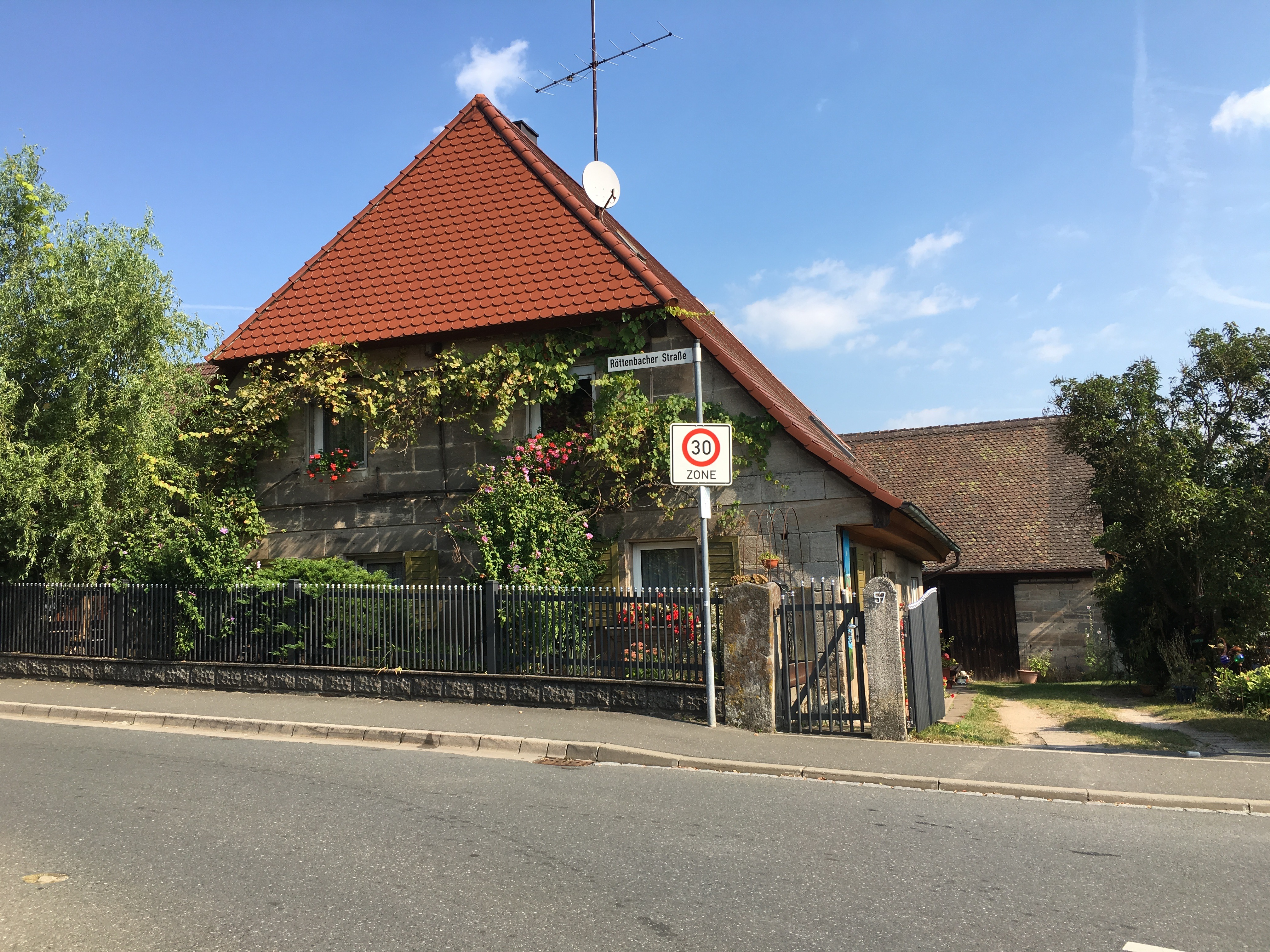
Bauernhaus

Kleinseebach (fränkisch: Seewa) ist ein Gemeindeteil der Gemeinde Möhrendorf im Landkreis Erlangen-Höchstadt (Mittelfranken, Bayern). Die Gemarkung Kleinseebach hat eine Fläche von 5,165 km². Sie ist in 1247 Flurstücke aufgeteilt, die eine durchschnittliche Flurstücksfläche von 4142,14 m² haben.

## Lage
Das Dorf bildet mit dem südlich gelegenen Möhrendorf eine geschlossene Siedlung. Es wird unmittelbar östlich vom Main-Donau-Kanal tangiert. Die Kreisstraße ERH 32 verläuft zur Kreisstraße ERH 5 (1 km nördlich) bzw. nach Möhrendorf (1,3 km südlich). Im Westen liegt das Waldgebiet Baiersdorfer Mark.

## Geschichte
Der Ort wurde 1007 als „Seuuaha“ in der Stiftungsurkunde des Bistums Bamberg erstmals urkundlich erwähnt. Der Ortsname leitet sich vom gleichlautenden Gewässernamen ab. Der Ort gehörte ursprünglich zum Königsgut Forchheim und wurde durch Kaiser Heinrich II. dem Bistum geschenkt. 1040 fiel es an das Reich wieder heim, 1072 wurde es dem Bistum endgültig zurückgegeben. Das Bamberger Lehen umfasste 1778 insgesamt 17 Anwesen. Brandenburg-Bayreuth unterstanden zu dieser Zeit 18 Anwesen. Außerdem gab es 2 nürnbergische Anwesen, das eine war in den Händen der Pömer, das andere in denen der Pfinzing. Der Ort lag im Fraischbezirk des brandenburg-bayreuthischen Oberamtes Baiersdorf.
Von 1797 bis 1810 gehörte Kleinseebach zum Justiz- und Kammeramt Erlangen. 1810 kam der Ort an das Königreich Bayern. Im Rahmen des Gemeindeedikts wurde Kleinseebach 1811 dem Steuerdistrikt Möhrendorf zugeordnet. 1818 entstand die Ruralgemeinde Kleinseebach, zu der die Kleinseebacher Mühle gehörte. Sie war in Verwaltung und Gerichtsbarkeit dem Landgericht Herzogenaurach zugeordnet und in der Finanzverwaltung dem Rentamt Erlangen (1919 in Finanzamt Erlangen umbenannt). In der Freiwilligen Gerichtsbarkeit unterstanden 5 Anwesen dem Patrimonialgericht Oberndorf. Am 12. Juli 1827 wurde die Gemeinde dem Landgericht Erlangen überwiesen. Ab 1862 gehörte Kleinseebach zum Bezirksamt Erlangen (1939 in Landkreis Erlangen umbenannt). Die Gerichtsbarkeit blieb beim Landgericht Erlangen (1879 in das Amtsgericht Erlangen umgewandelt). Die Gemeinde hatte eine Gebietsfläche von 5,119 km².
Am 1. Juli 1971 wurde Kleinseebach im Zuge der Gebietsreform in die Gemeinde Möhrendorf eingegliedert.

### Baudenkmäler
- Kleinseebacher Mühle
- Möhrendorfer Wasserschöpfräder

### Einwohnerentwicklung
| Jahr      | 1818   | 1840   | 1852   | 1855   | 1861   | 1867   | 1871   | 1875   | 1880   | 1885   | 1890   | 1895   | 1900   | 1905   | 1910   | 1919   | 1925   | 1933   | 1939   | 1946   | 1950   | 1952   | 1961   | 1970   | 1987  |
| Einwohner | 329    | 467    | 516    | 493    | 513    | 499    | 484    | 470    | 450    | 425    | 359    | 379    | 401    | 440    | 410    | 374    | 391    | 380    | 364    | 516    | 542    | 480    | 448    | 626    | 1134  |
| Häuser    | 53     | 61     |        |        |        |        | 71     |        |        | 73     | 76     |        | 77     |        |        |        | 79     |        |        |        | 83     |        | 89     |        | 318   |
| Quelle    | [ 14 ] | [ 15 ] | [ 16 ] | [ 16 ] | [ 17 ] | [ 18 ] | [ 19 ] | [ 20 ] | [ 21 ] | [ 22 ] | [ 23 ] | [ 16 ] | [ 24 ] | [ 16 ] | [ 25 ] | [ 16 ] | [ 26 ] | [ 16 ] | [ 16 ] | [ 16 ] | [ 27 ] | [ 16 ] | [ 11 ] | [ 28 ] | [ 2 ] |

## Religion
Der Ort ist seit der Reformation evangelisch-lutherisch geprägt und nach St. Oswald und Martin (Möhrendorf) gepfarrt. Die Einwohner römisch-katholischer Konfession sind nach Herz Jesu (Erlangen) gepfarrt.